# Judith Roth
Judith Roth (* 31. März 1966) ist eine ehemalige deutsche Fußballspielerin. 

## Karriere

### Vereine
Roth begann im Alter von 13 Jahren in der Gemeinde Windeck bei der SpVgg Hurst-Rosbach mit dem Fußballspielen. Dem Jugendalter entwachsen spielte sie von 1983 bis 1989 als Abwehr- und Mittelfeldspielerin für den FC St. Augustin, ein zweites Mal als Spielertrainerin von 1995 bis 1997. 
Mit dem Erkelenzer Stadtteilverein STV Lövenich (1989–1991), der SSG 09 Bergisch Gladbach (1991–1993), dem VfR Eintracht Wolfsburg (1993–1995) sowie dem FC Teutonia Weiden (1997–1999) schlossen sich weitere namhafte Vereine an. In einer Vereinschronik des FC Teutonia Weiden wird sie als Torschützin zum 3:0 in der 33. Minute, beim 4:1-Sieg über den TuS Köln rrh. 1874 im Punktspiel der Regionalliga West (1997/98), genannt, wie auch der Zeitraum ihrer Vereinszugehörigkeit dokumentiert. Mit dem Abstieg ihres Vereins in die Verbandsliga wechselte sie zum Mitabsteiger TuS Köln rrh. 1874., mit dem sie zur Saison 2000/01 in die Regionalliga West zurückkehrte. Danach war sie für drei unterklassige Vereine aus der Städteregion Aachen aktiv.

### Nationalmannschaft
Als Spielerin der SSG 09 Bergisch Gladbach reifte sie zur Nationalspielerin heran. Am 18. April 1992 bestritt sie in Rom ihr einziges Länderspiel für die A-Nationalmannschaft. Im Testspiel gegen die Nationalmannschaft Italiens, das 1:1 unentschieden endete, wurde sie für Bettina Berens in der 38. Minute eingewechselt.